# R. Leonard Brooks
Rowland Leonard Brooks (* 6. Februar 1916 in Lincolnshire; † 18. Juni 1993) war ein britischer Mathematiker und hauptberuflich Steuerinspektor.
Brooks studierte an der Universität Cambridge. Aus dieser Zeit ist er für den Satz von Brooks in der Theorie der Graphenfärbung bekannt, den er 1941 veröffentlichte. Der Satz besagt, dass die chromatische Zahl eines Graphen gleich dem maximalen Grad (Anzahl Kanten an einem Knoten) d ist, außer bei vollständigen Graphen und Zyklen ungerader Länge, die eine Farbe mehr benötigen (d+1).
Mit seinen Studienkollegen vom Trinity College, William Thomas Tutte, Cedric Smith und Arthur Harold Stone (1916–2000)  veröffentlichte er unter dem Pseudonym Blanche Descartes. Alle vier lösten 1940 auch das Problem der Quadratur des Quadrates (Aufteilung eines Quadrats in kleinere Quadrate).
Er behielt lebenslang Interesse an dem Problemkreis der Aufteilung von Quadraten. Beispielsweise fand er das erste quadrierte Domino.